# Galerie Neupert

Die Malwarenhandlung A. Neupert um 1912 am Löwenplatz in Zürich auf einer Postkarte des Verlags A. Neupert

Die Galerie Neupert (auch Neue Galerie Neupert) war eine 1910 von Albin (Karl Heinrich) Neupert (1872–1946) in Zürich gegründete Kunsthandlung. Sie bestand bis Ende März 1971.

## Geschichte
Albin Neupert betrieb am Löwenplatz in Zürich, sein Erstes Spezial-Geschäft für Mal- und Zeichen-Utensilien. Fast zeitgleich mit anderen Galerien (Kunstsalon Wolfsberg, im Oktober 1911, Salon Bollag, im Mai 1912, Moderne Galerie Tanner, im April 1913, Graphisches Kabinett und Kunsthandlung Maurer-Widmer im Oktober 1913) eröffnete Albin Neupert am 15. Juni 1910, zuerst am Löwenplatz 10 bis Mitte April 1913, dann an der Bahnhofstrasse 84 (wo die Familie auch bis mindestens 1927 wohnte) und ab dem 18. Oktober 1918 an der Bahnhofstrasse 1, seine Galerie Neupert.
Gleichzeitig führte er sein Erstes Spezial-Geschäft für Mal- und Zeichen-Utensilien und seine Gemälde-Ausstellung «Neue Galerie» vom 14. Dezember 1913 bis im September 1918 im neu gebauten St. Annahof weiter, auch dort veranstaltete er Ausstellungen und betrieb eine permanente Gemälde-Ausstellung. In seinen ersten Jahren war Neupert ein Förderer junger avantgardistischer Maler wie des Zürcher Malers Hermann Huber, oder auch des deutschen Willi Baumeister. In der Künstlergruppierung Der moderne Bund (1911) war er Passivmitglied.
Ab 1919 wurden auch Auktionen durchgeführt. Auktionen mit Katalog sind ab 1936 bekannt. Die Galerie zeigte sich daran interessiert, die Verwertungsversteigerung „Entartete Kunst“, die schliesslich am 30. Juni 1939 in der Galerie Fischer, Luzern, stattfand, durchzuführen. Neupert hatte auch Kontakt zu den Kunsthändlern Hofer, Haberstock, Lohse und Fischer. Er stammte aus Reuß jüngerer Linie, heiratete 1873 Josephine Luise Elmiger von Rickenbach und bürgerte sich 1916 in Zürich ein.
Die Galerie Neupert setzte schon früh auf Themenausstellungen wie beispielsweise Tierbilder in der Kunst aus 5 Jahrhunderten (1943), Die Frau in der Kunst (1944 und 1956), oder Hundert Jahre Schweizer Landschaften von Schweizer Malern (1945). Neuperts Ausstellungen wurden national aber auch international in den Medien beachtet.
Walter (Curt) Neupert (1904–1958) führte nach dem Tod des Vaters die Galerie mit seinem Bruder Albin (Bernhard) Neupert (1900–) weiter. Walter Neupert malte selbst und war Mitbegründer und langjähriger Sekretär der Kunsthistoriker-Vereinigung Zürich. Sohn von Walter Neupert ist der Anwalt Dieter W. Neupert (* 1942). Die letzte Ausstellung schloss Ende März 1971. Am 1. April 1971 begann der Abriss des Gebäudes an der Bahnhofstrasse 1, am 26. Mai 1971 wurde endgültig gesprengt.
Ausgestellte Künstler waren unter anderem: Cuno Amiet, Pietro Chiesa, Alexander Soldenhoff, Reinhold Kündig, Hermann Huber, Gottardo Segantini, Ernst Würtemberger, Ferdinand Hodler und Ernst Stückelberg.

## Ausstellungen (unvollständig)
Die Ausstellungsliste wird ausführlich aufgeführt, da eine solche noch nicht veröffentlicht wurde.
- 1910, 15. Juni – ?: Eröffnung. A. Neupert’s wechselnde Gemälde-Ausstellung : Originalgemälde hiesiger Künstler, mit Hermann Hubers Jerusalemer Arbeiten, Löwenplatz, Usteristrasse 10, Zürich 1[20]
- 1910, 15. Juni – ?: A. Neupert’s wechselnde Gemälde-Ausstellung : Originalgemälde hiesiger Künstler, mit Hermann Huber, Löwenplatz, Usteristrasse 10, Zürich 1[21][21]
- 1910, Juli: de Grada, Lackerbauer, Hinrikson, Hartung, Leuenberger, Lilie, Loup, Schulze, Sittig, Kägi, Hardmeier, F. [G]imiger u. a., Neupert, Löwenplatz, Usteristrasse[22]
- 1910, August: A. Neupert’s Gemälde-Ausstellung : Originalgemälde von W. Bollier, R. de Grada, Fr. Eimiger, G. Kägi, R. Hardmeier, H. Hinrikson, W. Hartung, R. Lackerbauer, E. Leuenberger, W. Lilie, A. Loup, E. Schulze, G. Sittig, Löwenplatz Usteristrasse 10, Zürich 1[23]
- 1910, Dezember: A. Neupert's Gemälde-Ausstellung, III. Serie, Kollektion P. Bürger-Diether, Kollektion F. Behrens, Prof. H. Bachmann, H. Früh, A. Christoffel, A. Holzmann, E. G. Ruegg, E. Hodel, etc., Löwenplatz 10, Usteristrasse 10[24] Rezension[25]
- 1911, 16. März – 10. April: Moderne Gemälde-Ausstellung, Hermann Huber, Reinhold Kündig, Viktor Schulte, Emil Sprenger, A. Neupert, Löwenplatz 10[3][26][27] Rezension[28]
- 1911, Mai – Juni?: A. Neupert’s wechselnde Gemälde-Ausstellung VI. Serie, Firma Neupert, Löwenplatz 10 Usteristrasse[29][30]
- 1911, ? – 13. November: Hermann Huber, Paul Bodmer, Wilhelm Gimmi, Gemälde-Ausstellung, Kunst-Salon Neupert, Löwenplatz 10, Zürich[31][32][33][34] Rezension[35]
- 1911, ? – 27. November: Rene Lackerbauer, Ausstellung Neupert, Löwenplatz[36]
- 1911, Oktober: Alexander Soldenhoff, A. Neupert, Löwenplatz[37]
- 1911, Dezember: Raphael de Grada, Kunstsalon Neupert, Löwenplatz 10, Usteristrasse[38] Rezension[39]
- 1911, ~ 21. Dezember – ?: Weihnachtsausstellung, ca. 80 Gemälde, versch. Künstler, A. Neupert, Löwenplatz 10[40]
- 1912, ? – 29. März: Ausstellung Hermann Huber. Bilder, Zeichnungen, Radierungen, Eindrücke aus Algier, Kunstsalon A. Neupert, 1. Etage, Löwenplatz10[41][42][43]
- 1912, ~15. April: Permanente Ausstellung : Heinr. Appenzeller, Walter Beer, Adolf Holzmann, Otto Hildebrand, Gottlieb Kägi, Lina Weilenmann-Girsberger, Kunst-Salon Neupert, 1. Etage, Usteristr. 10, Löwenplatz[44] Rezension[45]
- 1912, 24. August – 15. September: XVIII. Serie, Kunstsalon Neupert, Usteristrasse 10, Löwenplatz[46][47]
- 1912, 23. September – 12 Oktober: XIX. Serie, Wilhelm Gimmi, Kunstsalon Neupert, Usteristrasse 10, Löwenplatz[48]
- 1912, Ende Oktober – ?: Ausstellung bei Neupert, Löwenplatz 10, Baumeister, Kündig, Huber, Galerie Neupert[8][49]
- 1913, 15. April – 15. Mai, verlängert bis Ende Mai: Eröffnungs-Ausstellung. Neue Galerie Neupert, Gemälde, Neue Galerie Neupert, Bahnhofstr. 84, Zürich I[50][51] Rezension[4][52]
- 1913, 3. Juni – 1. Juli: [Paul Basilius Barth, Numa Donzé, Ernst Egger, Franz Elmiger, Emil Kuhn, Heinrich Müller, Jean Lehmann], mit Ferdinand Hodler, Neue Galerie Neupert, Bahnhofstr. 84, Zürich 1[53][54][55]
- 1913, ~14. Juli – August: Die Futuristen. Gemälde: Giovanni Giacometti, W. Küpfer, Marie Stückelberg, Galerie Neupert, Bahnhofstrasse[56][57]
- 1913, November: Sonder-Ausstellung Raphael De Grada, Neue Galerie Neupert, Bahnhofstr. 84, Zürich I[58]
- 1913, 8. – 31. Oktober: Neue Galerie Neupert : Willy Fries, Prof. Aug. Giacometti, Robert Hardmeyer, E. Kuhn, W. Rühmann, Prof. Ed. Stiefel, Neue Galerie Neupert, Bahnhofstrasse 84[59] Rezension[60]
- 1913, 14. Dezember: Eröffnung den 14. Dezember, Verlegung Mal- und Zeichen-Utensilien-Abteilung und Gemälde-Ausstellung «Neue Galerie» nach der Bahnhofstrasse 57, St. Annahof, Ecke Bahnhof-Füsslistrasse[61]
- 1914, Februar: [Lothar Bechstein, v. Faber du Faur, Emil Frei, W. Kupfer, Ernst Leuenberger, H.W. Strauss], Neue Galerie Neupert, Bahnhofstr. 57, Zürich I[62]
- 1914, März: [Gemälde-Ausstellung], Neue Galerie Neubert, 1. Stock, St. Annahof[63]
- 1914, März: [Ferdinand Hodler, Ernst Würtemberger, Antonio de Grada, Hermann Huber], Kunsthalle Neupert, Bahnhofstrasse 84[64]
- 1914, ? – Mai: Internationaler Künstlerbund München, I. K. B., mit Jawlensky, Amiet, Werefkin, Huber und anderen, 70 Werke, Galerie Neupert, St. Annahof[65][66][67]
- 1914, Mai: Sonder-Ausstellung von Alex. Soldenhoff, Galerie Neupert, St. Annahof, Bahnhofstrasse[68][69]
- 1914, Juni: Moderne Franzosen : Schweiz. Maler,  Otto Hildebrand, A. Nägeli, A. Christoffel, Ernst Frey, L. G. Schmidbaur, Frl. Olivier, Gertrud Niggli und 6 Pariser Kubisten: Le Fauconier, Alix, Kickert, Gromaire, L. A. Moreau, Duhoher de Segonzac, Galerie Neupert, St. Annahof[70][71]
- 1914, 15. Juli: Salon der Zurückgewiesenen, Galerie Neupert, Zürich[72][73]
- 1914: Kollektion Walter Lilie, Neue Galerie Neupert, St. Annahof, Bahnhofstr. 57, Zürich[68]
- 1915, Oktober: [Dora Hauth], Schaufenster Kunsthandlung Neupert, Bahnhofstrasse[74]
- 1916, 3. – 30. November: Ausstellung von Werken der Künstlervereinigung Zürich, Neue Galerie Neupert, Bahnhofstr. 57, St. Annahof, Zürich 1[75]
- 1917, Oktober – November: Sonder-Ausstellungen, Alex. Soldenhoff, Emil Weber, W. von Alvensleben, Greg. Rabinovitsch, Jakob Wagner, Neue Galerie Neupert, St. Annahof, Bahnhofstrasse 84, Zürich[76]
- 1918, September: Schluss-Ausstellung, Galerie Neupert, St. Annahof, Bahnhofstrasse 57, Zürich[77][78][79]
- 1918, 18. Oktober – ?: [Eröffnungsausstellung an der Bahnhofstr. 1], Galerie Neupert, Bahnhofstrasse[80]

- Die neue Galerie Neupert, Bahnhofstrasse 1, neben der Börse, Fassade und Eingang an der Bahnhofstrasse. 1918
- Die neue Galerie Neupert. Der grosse Saal. 1918

- 1919, Februar: Gedächtnis-Ausstellung Hans Bachmann, Galerie Neupert[81]
- 1919, Juli: Gemälde-Ausstellung von Walter Kornhaus St. Moritz-Zürich, Galerie Neupert, Zürich[82]
- 1919, ca. August: Alte Kunst, Galerie Neupert, Bahnhofstrasse[83][84]
- 1919, September: H. Hummel; Alte Kunst, Galerie Neupert, Bahnhofstrasse[85][86][87]
- 1919, 20. – 25. Oktober: Sammlung G. Henneberg, Zürich : Ölgemälde und Zeichnungen hervorragender Meister des XIX. Jahrhunderts (Kunstgegenstände und Gemälde), Galerie Henneberg, Alpenquai, Zürich[88]
- 1919, November – Dezember: E. Stiefel, E. Weber, sowie bedeutende Werke alter Meister, Galerie Neupert, Bahnhofstrasse[89][90]
- 1920, Februar – März: Bedeutende Werke alter Meister, Galerie Neupert, Bahnhofstrasse[91][92]
- 1920, April – Mai: Ausstellung Max Oppenheimer : MOPP, Galerie Neupert, Bahnhofstrasse[93][94]
- 1920, Juni – Juli: J. Affeltranger, Walter Helbig, Hans Schütz, Paul Weiß, Gottardo Segantini, Galerie Neupert, Bahnhofstrasse[95]
- 1920, August: Gemälde von Otto Gampert, Zürich-München, Holländische Meister vom 17. Jahrhundert, Galerie Neupert, Bahnhofstrasse[96]
- 1920, September: Alte und moderne Meister, Galerie Neupert, Bahnhofstrasse[97]
- 1920, November – Dezember: Gemälde: F. Elmiger, C. v. Salis, Prof. Unger. Alte Meister, Galerie Neupert, Bahnhofstrasse[98]
- 1924, 1. März: Eröffnung Perm. Ausstellung Züricher Künstler, Galerie Neupert[99]
- 1924, Juni: Sonderausstellung Alex. Soldenhoff, Galerie Neupert, Zürich[100]
- 1926, 4. Oktober – ?: Hermann Huber, Galerie Neupert, Zürich[101][102]
- 1928, Oktober: Ausstellung Ferdinand Hodler, Galerie Neupert, Bahnhofstrasse 1, Zürich 1[103]
- 1930, 20. Mai – 20. Juni: Hermann Huber, Galerie Neupert, Zürich[20][104][105]
- 1930, 15. – 22. August: Moderne Gemälde : Alte Gemälde : [etc] : Aus dem Nachlass des Herrn Alfred Rütschi, Zürich, Galerie Fischer, Luzern, Galerie Neupert, Zürich[106]
- ab ca. September 1930 – mindestens September 1932: ist ein internationales Reiseunternehmen im Erdgeschoss der Bahnhofstrasse 1 eingemietet[107][108][109]
- 1936, 20. März – 3. April: Gemälde Schweizer Malerei des 19. und 20. Jahrhunderts, Französische und Italienische Meister aus der Sammlung R. von Becker, Galerie Neupert AG, Bahnhofstrasse 1[110]
- ab ca. Mai 1937 bis ca. Juni 1938 ist eine Bank Aktiengesellschaft in der Bahnhofstrasse 1 eingemietet[111][112]
- 1938, November: Ausstellung Sektion Zürich der Gesellschaft Schweiz. Maler, Bildhauer und Architekten, Galerie Neupert, Bahnhofstrasse[113]
- 1939, 18. Juni – 9. Juli: Antike Teppiche vom XVI-XIX. Jahrhundert aus der Sammlung Meyer-Müller :  Alte Meister : Gemälde aus 4 Jahrhunderten aus der Galerie Neupert, Zürich, Meyer-Müller Co. A.-G., Weinbergstrasse 5[114]
- 1939, 18. November – Ende Dezember: [Hermann Huber, Gemälde, Kompositionen, Stilleben, Landschaften], 40 Gemälde, Galerie Neupert, Zürich[115][116][117]
- 1940, Mai: [Mariell Wehrli: Island] Galerie Neupert[118]
- 1940, 7. Dezember – 11. Januar 1941: Weihnachts-Ausstellung Bodmer, Haller, Huber, Kündig, Meister, Morgenthaler, v. Tscharner, Galerie Neupert, Zürich[119][120]
- 1941: Gemälde : berühmter alter und moderner Meister, Galerie Neupert, Zürich[121]
- 1941, Oktober: Meisterwerke aus sechs Jahrhunderten, Galerie Neupert, Zürich[122][123]
- 1941, 22. November – 21. Dezember: Neueste Werke von Hermann Huber, Galerie Neupert, Bahnhofstrasse 1, Zürich[124][125][126] Rezension[127]
- 1942, Dezember: [Acht Künstler], Galerie Neupert, Zürich[128]
- 1943, 6. März – 15. April: Grosse Sonder-Ausstellung : Tierbilder und Tierplastiken aus 5 Jahrhunderten europ. Kunst, Galerie Neupert, Zürich[129] Video[130]
- 1943, 15. Juli – 20. August: Meisterwerke der Malerei der italienischen Renaissance, Sonder-Ausstellung, Galerie Neupert, Zürich[131]
- 1943, 11. Dezember – 15. Januar 1944: Elf Schweizer Künstler, Galerie Neupert, Zürich[132]
- 1944, 15. April – 20. Mai: Die Frau in der Kunst. Gemälde und Plastiken aus fünf Jahrhunderten, Galerie Neupert, Zürich[132][133][134] Video[135]
- 1945, November: [Eduard Stiefel], Galerie Neupert[136]
- 1945, 1. Dezember – ?: Hundert Jahre Schweizer Landschaften von Schweizer Malern, Galerie Neupert, Zürich[137]
- 1946, 7. Dezember – 6. Januar 1947: Weihnachts-Ausstellung Schweizer Künstler, Werke von Amiet, Bick, Birkenmeier, Galerie Neupert[138]
- 1948, 9. Juni – 1. August: Gemälde des 19. Jahrhunderts europäischer Kunst : Sonder-Ausstellung, Galerie Neupert, Zürich[139]
- 1949, April: Französische und Schweizer Maler von 1900 bis heute, Galerie Neupert[140]
- 1949, Juli: [Das Frühwerk Hermann Hubers], Galerie Neupert, Zürich[141]
- 1950, 22. März – 1. Mai: Schweizer Kunst der ersten Hälfte des 20. Jahrhunderts, Galerie Neupert, Zürich[142]
- 1951, Dezember: Schweizer Künstler, Galerie Neupert, Zürich[143][144]
- 1952, Dezember: [Weihnachts-Ausstellung, Schweizer Maler], Galerie Neupert, Zürich[145]
- 1953, 22. September – 20. Oktober: Sonderausstellung Schweizer Landschaften, Galerie Neupert, Zürich[146][147]
- 1953, 27. November – 1. Februar 1954: Niederländische Malerei aus dem 17. Jahrhundert : Sonder-Ausstellung, Galerie Neupert, Zürich[148]
- 1954, April: [Aktbilder älterer und neuerer Maler], Bahnhofstrasse, Galerie Neupert, Zürich[149]
- 1954, 11. September – 9. Oktober: Sonderausstellung, Frühwerk von Schweizer Malern, Amiet, Bodmer, Gimmi, Huber, Kündig, Lüthy, Soldenhoff, Meister, Pfister, Rüegg, Holzmann, Stiefel, Tscharner, Wabel, Galerie Neupert, Zürich[150][151]

Innenaufnahme Galerie Neupert an der Bahnhofstrasse 1, 1954
Innenaufnahme 2 Galerie Neupert an der Bahnhofstrasse 1, 1954

- 1956, 28. Januar – 19. März: Die Frau in der Kunst, Werke aus dem 16. - 20. Jahrh., 50 Jahre Galerie Neupert, obere Bahnhofstrasse, Galerie Neupert, Zürich[152][153][154]
- 1957, 15. Mai – 11. Juni: Deutsche Künstler des 19. und 20. Jahrhunderts : Gemälde, Zeichnungen, Graphik : Sonderausstellung : Baumeister, Beckmann, Corinth, Defregger, Galerie Neupert, Zürich[155]
- 1957, 25. Januar – 5. März: Französische Kunst des 19. und 20. Jahrhunderts, Galerie Neupert, Zürich[156]
- 1958, 20. März – 25. April: Ernst Stückelberg : Basel, 1831–1903, Galerie Neupert, Zürich[157]
- 1959, Dezember: [Weihnachts-Ausstellung bei Neupert], Galerie Neupert, Zürich[158]
- 1962, April: [Frühwerke], Galerie Neupert, Zürich[159]
- 1965, 13. März – 3. April Robert Knaus. Gemälde, Galerie Neupert, Zürich[160]
- 1965, ? – 31. Dezember: [Weihnachts-Ausstellung], Galerie Neupert, Zürich[161]
- 1966, ? – Ende Dezember: Schweizer Maler, Galerie Neupert, Zürich[162]
- 1969, Mai: Zürcher Landschaftsbilder von Zürich und Umgebung, Galerie Neupert, Zürich[163][164]
- 1970, ? – 15. Mai, verlängert bis 30. Mai: Hermann Huber, Frühwerke, Gemälde, Zeichnungen, Graphik : 1988–1967, Galerie Neupert, Bahnhofstrasse 1, Zürich[165] Rezension[166]
- 1970, Mitte Dezember – 31. März 1971: Gemälde und Zeichnungen 19. und 20. Jahrhundert. Amiet, Auberjonois, Baraud, Baumeister, Böcklin, Gimmi, Herbin, Hofer, Huber, Kündig, Pfister, Soldenhoff, Stäbli, Wabel u. a., Galerie Neupert, Zürich[167]